# Hockey Club Valpellice 2010-2011
Questa pagina contiene i dati relativi alla stagione hockeystica 2010-2011 della società di hockey su ghiaccio Hockey Club Valpellice.

## Roster

### Portieri
- Andrea Malan
- Kevin Regan
- Andrea Rivoira

### Difensori
- Mitch Ganzak
- Trevor Johnson
- Ryan Martinelli
- Manuel Moro
- Luca Rivoira
- Florian Runer
- Agris Saviels
- Carter Trevisani

### Attaccanti
- Anthony Aquino
- Luciano Aquino
- Gabriele Bonnet
- Pietro Canale
- Fabrizio Castagneri
- Stefano Coco
- Francesco DeFrenza
- Martino Durand Varese
- Luca Frigo
- Patrick Iannone
- Davide Mantovani
- Ryan McDonough
- Matteo Mondon Marin
- Valerio Mondon Marin
- Alex Nikiforuk
- Nicolò Pace
- Marco Pozzi
- Nicolò Rocca
- Alex Silva
- David Stricker
- Alessandro Viglianco
- Simone Vignolo

### Allenatore
- Barry Martinelli
- Mike Ellis